# Willy Römer
Willy Römer (* 31. Dezember 1887 in Berlin; † 26. Oktober 1979 in West-Berlin) war Pressefotograf. Seine Bildagentur gehörte zu den zehn wichtigsten der Weimarer Zeit. Die Bilder illustrieren hauptsächlich das Leben im Berlin der Jahre von 1905 bis 1935. Einem seltenen Glücksfall ist es zu verdanken, dass sein umfangreiches Bildarchiv den Zweiten Weltkrieg nahezu unversehrt überstanden hat.

## Leben bis 1935
Willi Römer wurde am 31. Dezember 1887 in Berlin geboren und wuchs als Sohn eines Schneidermeisters im Handwerkermilieu am nördlichen Stadtrand Berlins auf. Er begann 1903 eine Lehre in der ersten deutschen Presseagentur, der Berliner Illustrations–Gesellschaft; verschiedene Arbeitsverhältnisse in Berlin und Paris mit einer gründlichen fotografischen Ausbildung schlossen sich an. Von 1915 bis 1918 war er Soldat in Russland, Polen und Flandern. Neben dem Kriegsdienst entstanden private Fotos aus dem bäuerlichen und kleinstädtisch-jüdischen Kulturkreis, den er im Osten kennenlernte.
Im November 1918 kam Römer zurück nach Berlin und übernahm von einem Kollegen die Firma „Photothek“. Unter dieser Bezeichnung erschienen von nun an seine Aufnahmen. 1920 verband sich Willy Römer mit einem Teilhaber, Walter Bernstein, der vor allem den kaufmännischen Teil der gemeinsamen Arbeit erledigte. Die aus der Übernahme der Photothek Robert Sennecke am 1. März 1920 gegründete Agentur Photothek Römer & Bernstein OHG war bald sehr erfolgreich: man hatte Arbeit für zeitweilig vier weitere Fotografen und mehrere Hilfskräfte wie Sekretärinnen, Laboranten und Botenjungen. Die Fotoagentur lieferte ihre Aufnahmen im Abonnement an Zeitungsverlage in Berlin und ganz Deutschland, aber auch an Redaktionen im Ausland und gehörte zu den zehn wichtigsten im damaligen Deutschland.
Gleich zu Beginn der nationalsozialistischen Gewaltherrschaft wurde das Unternehmen als „Judenfirma“ diffamiert – Walter Bernstein war jüdischer Abstammung. Deutsche Presseunternehmen durften hier keine Bilder mehr kaufen. Durch diesen Boykott war die Firma schnell ruiniert, noch im Frühjahr 1933 meldete die Firma Konkurs an. Am 30. September 1935 wurde sie durch die Nazis zwangsweise endgültig geschlossen und zwei Jahre später aus dem Handelsregister getilgt.

## Leben nach 1935

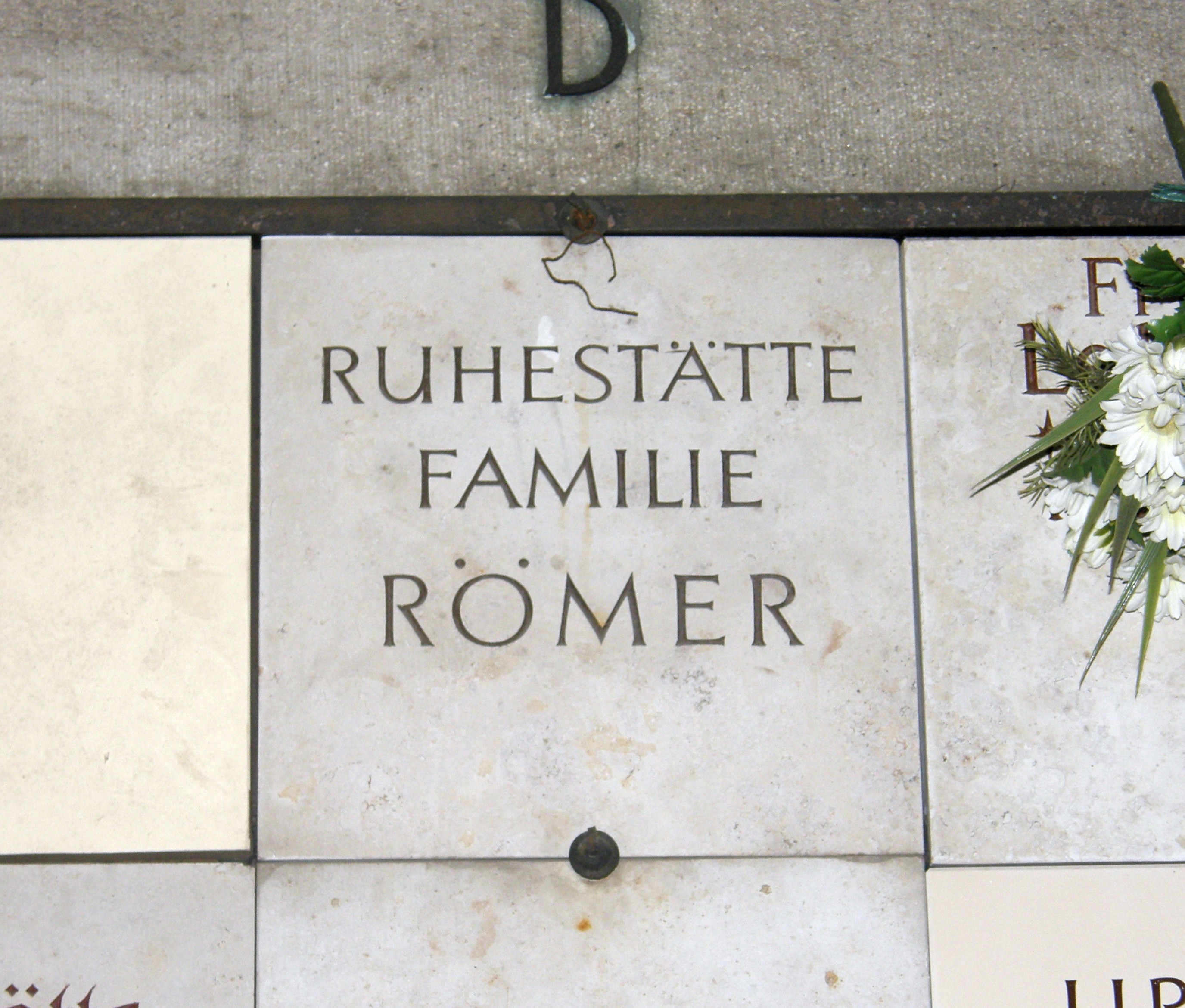
Römers Urnengrab im Kolumbarium auf dem Friedhof Wilmersdorf

Für Willy Römer und seine Familie brachte die erzwungene Firmenschließung einen erheblichen sozialen Abstieg mit sich. Er arbeitete zuweilen als Einzelfotograf, genaue Angaben für die nächsten Jahre fehlen. 1942 wurde er zum Kriegsdienst verpflichtet, als Fotograf für die Parteizeitung der NSDAP in Posen (Ostdeutscher Beobachter) zu arbeiten.
1945 war Römer wieder in Berlin. In der Nachkriegszeit fotografierte er zunächst die zerstörte Stadt. Er versuchte, mit der Herstellung von Fotopostkarten für Besatzungssoldaten und mit fotografischen Kleinaufträgen als Pressefotograf wieder Fuß zu fassen; diese Bemühungen waren ebenso erfolglos wie die Versuche, für frühere Bilder, die ohne Namensnennung veröffentlicht waren, Tantiemen zu erzielen. Zuletzt beschäftigte Römer sich mit der Pflege seines Archivs. Seine wirtschaftliche Lage besserte sich nicht mehr nachhaltig.
Am 26. Oktober 1979 starb Willy Römer in West-Berlin und wurde auf dem Friedhof Wilmersdorf beigesetzt.

## Werk
Römer war ein gut geschulter Fotograf und von Grund auf vertraut mit den besonderen Erfordernissen und Arbeitsabläufen der Pressefotografie. Meist benutzte er eine sperrige Plattenkamera im Format 13 cm × 18 cm für Glasnegative. Dies bot den Vorteil des großen Negativformats, dass einfache Kontaktkopien (ohne Vergrößerung) in der Regel für die weiteren Arbeitsschritte genügten. Trotz der damals im Vergleich zu heute schlechteren Optik weisen die Fotos wegen des großen Negativformats einen sehr hohen Detailreichtum auf. Auf handwerklich solider Basis gelangen Römer häufig Bilder von bleibender Aussagekraft und hoher formaler Qualität.
Das Lebenswerk entstand hauptsächlich zwischen 1905 und 1935, der Schwerpunkt lag in der Zeit von 1919 bis 1929. Willy Römer hat in Berlin die Weimarer Republik miterlebt und die politischen Vorgänge von der 1918er-Revolution bis zum Beginn der Nazi-Diktatur in zahlreichen Bildern dokumentiert. Einen besonderen Rang haben die über 200 Aufnahmen aus den verschiedenen Abschnitten der Revolution 1918/1919. Einige von ihnen wurden immer wieder verwendet und entwickelten sich so zu Sinnbildern dieser Ereignisse.
Diese und andere Nachdrucke erschienen meist ohne Namensnennung und ohne Honorar für den Autor. Nach dem Zweiten Weltkrieg, in wirtschaftlich schwieriger Zeit, versuchte Römer das zu ändern – mit sehr geringem Erfolg.
Pressefotografie, also die schnelle Reaktion auf aktuelle Ereignisse, war das berufliche Arbeitsfeld Römers. Seine Interessen gingen aber darüber hinaus. Er fotografierte Hofmusiker, Straßenhändler, Frauen im Elend der Inflationszeit, spielende Kinder, Warteschlangen vor dem Arbeitsamt, Familien sonntags im Park und andere Genreszenen. Gegenstand seiner Beobachtungen war Berlin als eine große Stadt in einer Zeit großer Umbrüche, nicht nur in der Politik. Hochhäuser aus Stahl und Glas entstanden neben mittelalterlich wirkenden Höfen und Gassen, archaisches Handwerk und industrielle Massenproduktion existierten nebeneinander, wie auch Pferdewagen, elektrische Straßenbahn und Automobil sich Konkurrenz machten. Als Chronist hielt Römer diese Eindrücke für die Nachwelt fest, so dass wir uns heute vom Berlin der Zwischenkriegszeit eine bessere Vorstellung machen können, wie sehr und vielfältig sich das Leben auf der Straße abspielte. Gerade das Handwerk, aus dessen Umfeld Römer stammt, hatte es ihm angetan; so dokumentierte er viele Handwerksberufe, von denen ihm bewusst war, dass sie am Aussterben waren, für die Nachwelt.
Römers Nachlass umfasst etwa 70.000 Fotos und 50.000 Glasnegative und wird derzeit erst wissenschaftlich aufgearbeitet.

## Rezeption

### Nach 1980
Willy Römers Werk blieb lange Zeit nahezu vergessen. Erst in den 1980er Jahren legte der rührige Kreuzberger Kleinverlag Nishen sukzessive Teile des Werks von Willy Römer auf – als Rückgrat einer liebevoll edierten Reihe alter Fotografie, bezeichnenderweise unter dem Namen Edition Photothek, so wie Römers einstmalige Firma hieß.
Die preiswerten Bändchen haben Heftform und sind ihrem Titel nach thematisch bebildert. Dadurch wird ein Einblick in das soziale „Kleinklima“ des Berlin zwischen den zwei Weltkriegen möglich: Leierkastenmänner, spielende Kinder, Verkehrsentwicklung, Obdachlose, Schrebergartenfeste, Musikanten u. v. a. m. (vgl. auch Literatur)
Das Archiv Willy Römer befindet sich in der Sammlung Fotografie der Kunstbibliothek im Museum für Fotografie. Die Bildrechte werden von der bpk Bildagentur verwaltet.

### Ausstellungen
Berlin 2004
Erst in jüngster Zeit würdigte eine umfassende Ausstellung mit mehreren hundert Bildern, darunter vielen Originalabzügen und einigen fotografischen Gegenständen, das Lebenswerk von Willy Römer und seine Bedeutung für Berlin. Diese Ausstellung war die erste große Retrospektive, die Leben und Werk von Willy Römer in ganzer Breite und allen Aspekten zeigte und hatte den Titel „Auf den Straßen von Berlin“. Sie fand an zentraler Stelle im I.M.-Pei-Bau des Deutschen Historischen Museums in Berlin statt.
Das Ausstellungskuratorium organisierte eine zweitägige Fachkonferenz über Städtefotografie der Zeit 1888–1938 zur politik- und sozialdokumentarischen Leistung von Willy Römer.
Heidelberg 2006
Ausstellung in der Heidelberger Reichspräsident-Friedrich-Ebert-Gedenkstätte
- Alltag und Epoche 1918–1948. Der Fotograf Willy Römer.

Warschau 2009
- Warschau 1916 auf Fotografien von Willy Römer. 27. Februar – 5. April 2009 im Haus der Begegnung mit der Geschichte